# La Porxada (Granollers)
La Porxada, situada en Granollers (Barcelona, España), es una edificación conformada por una plataforma del pavimento de piedra, 15 columnas de piedra y el tejado, así como su subsuelo. 
La Porxada de Granollers, erigida entre los años 1586 y 1587 por el maestro de obras Bartomeu Brufalt por encargo del Consejo de la Villa, es el elemento arquitectónico más característico y definitorio de la ciudad de Granollers. 

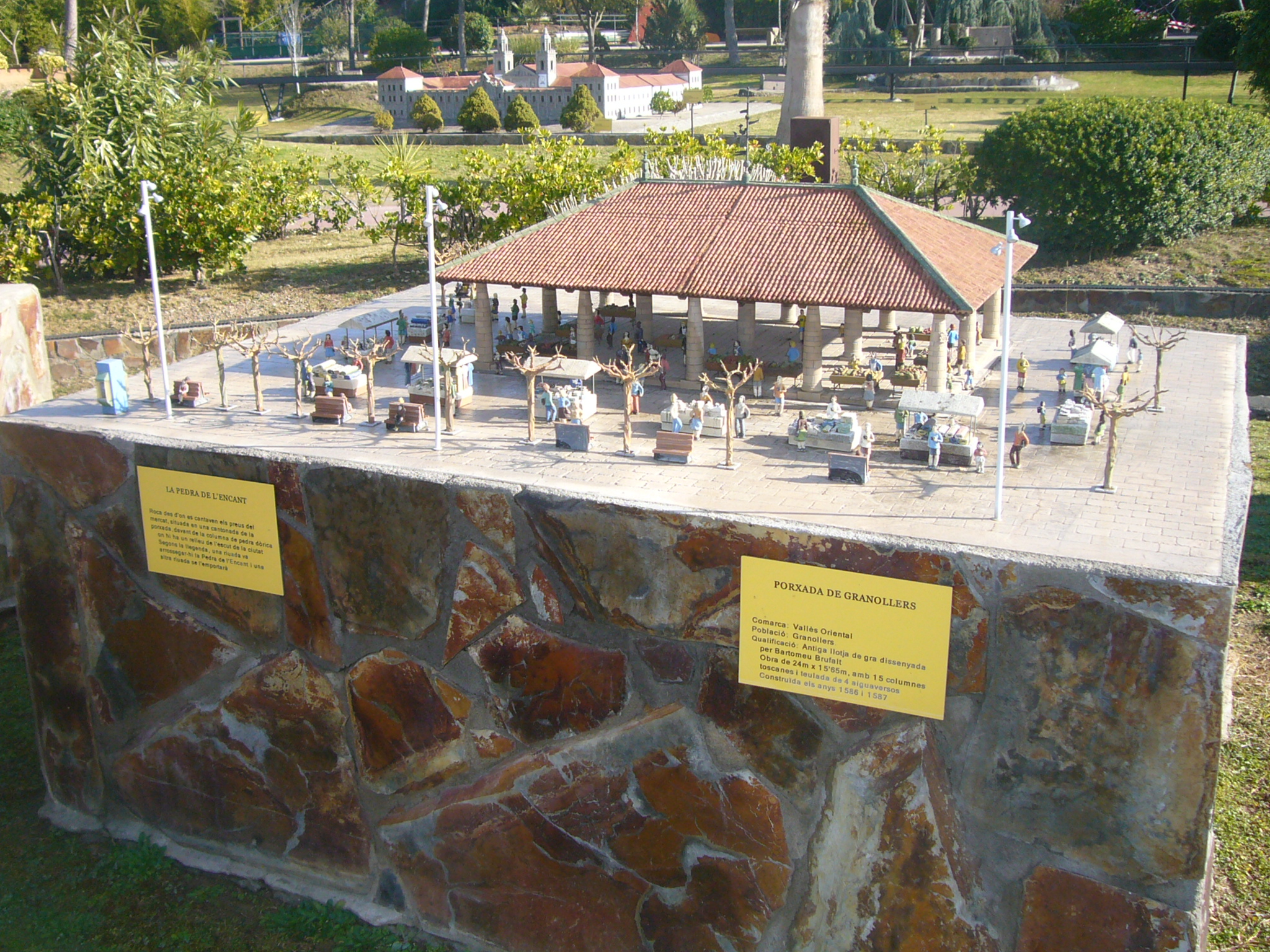
Maqueta de La Porxada, en Cataluña en Miniatura

Se encuentra ubicada en el centro del núcleo antiguo de la ciudad, en la antigua plaza del Blat, actualmente llamada plaza de la Porxada. Su utilización original era servir de cobijo al mercado agrícola que se celebraba en la villa de Granollers y que tenía una importancia y relieve supracomarcal, ejemplo de la vitalidad agrícola, social y económica de un gran sector de la comunidad autónoma de Cataluña y de España. 
La Porxada tiene planta rectangular y está cubierta por una estructura de madera de cuatro vertientes soportada por quince columnas de piedra apoyadas sobre una plataforma de pavimento de piedra. 
En la guerra civil española fue destruida parcialmente durante el llamado Bombardeo del 31 de mayo y posteriormente reconstruida. Más recientemente ha sido restaurada por el Servicio de Patrimonio Arquitectónico Local de la Diputación de Barcelona entre 1985 y 1986. 
La singularidad su estructura, su larga historia y el valor testimonial y urbano de este elemento está ampliamente reconocido y documentado, siendo una referencia urbana y sociológica dentro el conjunto de la población.